# 7 días, 7 noches
7 días, 7 noches es un programa de televisión, emitido por Antena 3 Televisión en dos etapas bien diferenciadas entre sí.

## Historia
Producido por El Mundo TV, el programa surge en septiembre de 2003 a modo de Late Night de actualidad, en el que se combinaban entrevistas, debates, humor y crónica social. Una de las grandes novedades que introdujo el programa, con respecto a otros de análoga naturaleza fue la inclusión de reportajes de investigación. El espacio se emitía a las 23:30 en la noche de los jueves, en directa competencia con Crónicas Marcianas de Telecinco.
En abril de 2004, siete meses después de su estreno, Piqueras abandona el programa coincidiendo con su designación como director de Radio Nacional de España y es sustituido por el también periodista Juan Ramón Lucas. Lucas estuvo al frente del programa hasta el 22 de julio.
Tras la parada del verano, el espacio regresó el 29 de septiembre de 2004 con una nueva presentadora: Teresa Viejo. En esa nueva temporada, la producción es asumida íntegramente por la propia cadena emisora. Teo Lozano reemplaza a Manuel Aguilera como director. En esta etapa, el programa se mantuvo hasta el 12 de febrero de 2007. En esta etapa se abandonaron los temas más frívolos, como la actualidad social o el humor, y se centró en los reportajes de investigación, primando asuntos políticos o de sucesos. Tras tres años en antena, el espacio fue retirado por sus pobres resultados de audiencia.
Antena 3 Televisión recuperó el formato cuatro años más tarde, desde el 2 de febrero de 2011, en la que sería la segunda etapa del programa, en esta ocasión, conducido por Gloria Serra y producido por Pulso TV. Esta nueva etapa tan solo duró tres meses, cancelándose definitivamente el programa por su baja audiencia.

## Audiencias
En su primera temporada en pantalla, la correspondiente a 2003-2004 alcanzó una cuota media de pantalla del 18,2 %, con 1 121 000 espectadores. La media de la última temporada de la primera etapa, correspondiente a 2006-2007 fue del 15,2 %, descendiendo, en las últimas emisiones, al 10 %, lo que precipitó su cancelación. La media de los tres meses que duró la última etapa (2011) fue de 8,5 % de cuota de pantalla.